# 妙法寺 (会津若松市)
妙法寺（みょうほうじ）は、福島県会津若松市にある顕本法華宗の別格山。山号は宝塔山。顕本法華宗別格本山のひとつ（他の別格本山は品川天妙國寺）

## 沿革
- 明徳2年、会津出身の僧日什が、故郷会津に帰国した際、城主蘆名氏が寄進。
- 戊辰戦争で堂宇全焼